# Le Bosc-Renoult
Le Bosc-Renoult è un comune francese di 237 abitanti situato nel dipartimento dell'Orne nella regione della Normandia.

## Società

### Evoluzione demografica
Abitanti censiti